# Plectranthus caillei
Plectranthus caillei là một loài thực vật có hoa trong họ Hoa môi. Loài này được (A.Chev. ex Hutch. & Dalziel) ined. miêu tả khoa học đầu tiên.